# Мірко Боначич
Мірко Боначич (хорв. Mirko Bonačić, нар. 9 березня 1903, Спліт  — пом. 18 жовтня 1989, там само) — югославський футболіст, що грав на позиції нападника. Відомий виступами за клуб «Хайдук», а також національну збірну Югославії. Чемпіон Югославії. Старший брат футболіста Антуна Боначича

## Клубна кар'єра
Дебютував у офіційному матчі в складі «Хайдука» 5 березня 1921 року у матчі чемпіонату Спліта проти «Бораца» (4:0), відзначився забитим голом. Виступав у команді до 1930 року. Був одним з провідних гравців клубу разом з такими футболістами, як брат Антун Боначич, Янко Родін, Отмар Гаццарі, Миховил Боровчич Курир, Любомир Бенчич, Вінко Радич, Шиме Подує, Велько Подує, Лео Лемешич, Мирослав Дешкович, що протягом багатьох років складали стабільний кістяк команди. Багаторазовий чемпіон футбольної асоціації Спліта.
В 1927 році здобув з командою перший титул чемпіона Югославії. В короткотривалому турнірі для шести учасників «Хайдук» на два очка випередив белградський БСК. зіграв у всіх п'яти матчах змагань і забив один гол. По завершенні сезону чемпіон отримав можливість зіграти у новоствореному міжнародному турнірі для провідних клубів Центральної Європи — Кубку Мітропи. У першому раунді змагань «Хайдук» двічі поступився віденському «Рапіду» (1:8, 0:1), а Мірко став автором єдиного голу своєї команди.
Двічі був срібним призером чемпіонату у 1924 і 1928 роках. У матчах ще одного чемпіонського для «Хайдука» сезону 1929 року Боначич не грав. На той час Мірко мало виступав у складі команди, бо не міг поєднувати футбол з основною роботою. Коли в січні 1931 року футболіст не зумів поїхати з «Хайдуком» у турне Південною Америкою, він вирішив остаточно піти з команди.
Загалом у складі «Хайдука» Мірко зіграв у 1921—1930 роках 203 матчі і забив 157 м'ячів. Серед них 18 матчів і 5 голів у чемпіонаті Югославії, 22 матчів і 48 голів у чемпіонаті Спліта, 2 матчі і 1 гол у Кубку Мітропи, 6 матчів і 1 гол у Кубку югославської федерації, 155 матчів і 102 голи у інших турнірах і товариських іграх.
Два молодших брати Мірко виступали у складі «Хайдука». Вищезгаданий Антун Боначич також був зіркою команди. А ще один з братів Єрко Боначич зіграв за команду 7 матчів (і забив 9 м'ячів) в кінці 20-х років.

## Виступи за збірну
1924 року дебютував в офіційних матчах у складі національної збірної Югославії у грі проти Чехословаччини (0:2). Це був унікальний матч, у якому за збірну зіграли 10 гравців «Хайдука», лише воротар Драгутин Фридрих представляв загребський ХАШК (провідним воротарем «Хайдука» у той час був італієць Отмар Гаццарі). В 1928 році став учасником Олімпійських ігор у Амстердамі. Югославська збірна поступилась з рахунком 1:2 Португалії, а Мірко став автором єдиного голу. Загалом зіграв за збірну лише 6 матчів і забив 3 голи. У ті часи югославська збірна проводила порівняно невелику кількість матчів, а до її складу частіше викликали представників Загреба і Белграда, ніж гравців з провінцій.
Виступав у складі збірної Спліта. Зокрема, у 1924 і 1925 роках у складі збірної міста (до якої, щоправда, входили лише представники «Хайдука») ставав срібним призером Кубка короля Олександра, турніру для збірних найбільших міст Югославії.
| Дата       | Місто     | Господарі      | Результат | Гості          | Турнір                 | Голи | Примітки |
| ---------- | --------- | -------------- | --------- | -------------- | ---------------------- | ---- | -------- |
| 28.09.1924 | Загреб    | Югославія      | 0 – 2     | Чехословаччина | товариський матч       | -    |          |
| 30.05.1926 | Загреб    | Югославія      | 3 – 1     | Болгарія       | товариський матч       | -    |          |
| 13.06.1926 | Коломбо   | Франція        | 4 – 1     | Югославія      | товариський матч       | 1    |          |
| 31.07.1927 | Белград   | Югославія      | 1 – 1     | Чехословаччина | товариський матч       | -    |          |
| 28.10.1927 | Прага     | Чехословаччина | 5 – 3     | Югославія      | товариський матч       | 1    |          |
| 29.05.1928 | Амстердам | Югославія      | 1 – 2     | Португалія     | Олімпійські ігри – 1/8 | 1    |          |
| Усього     |           | Матчів         | 6         |                | Голів                  | 3    |          |

### Статистика виступів у кубку Мітропи
| №                      | Розіграш               | Стадія                 | Дата та місце проведення | Команда 1              | Рахунок | Команда 2      | Голи |
| ---------------------- | ---------------------- | ---------------------- | ------------------------ | ---------------------- | ------- | -------------- | ---- |
| 1                      | 1927                   | 1/4                    | 14.08.1927 Відень        | Рапід (Відень)         | 8:1     | Хайдук (Спліт) | 1'   |
| 2                      | 1927                   | 1/4                    | 21.08.1927 Спліт         | Хайдук (Спліт)         | 0:1     | Рапід (Відень) |      |
| Всього у кубку Мітропи | Всього у кубку Мітропи | Всього у кубку Мітропи | Всього у кубку Мітропи   | Всього у кубку Мітропи | 2       |                | 1    |

## Трофеї і досягнення
- Чемпіон Югославії: 1927
- Срібний призер чемпіонату Югославії: 1924, 1928
- Чемпіон футбольної асоціації Спліта[6]: 1920-21, 1921-22, 1923-24, 1924-25, 1926 (в), 1926 (о), 1927 (в), 1927 (о);
- Найкращий бомбардир чемпіонату Спліта: 1924-25 (18 м'ячів)
- Срібний призер Кубка короля Олександра: 1924, 1925